# کونیگ اسپیشالز
کونیگ اسپیشالز (انگلیسی: Koenig Specials) شرکت خودروسازی آلمانی است، که در سال ۱۹۷۷ تأسیس شد.